# Ursicinus (Gaukönig)
Ursicin (lateinisch Ursicinus) war ein alamannischer Gaukönig im 4. Jahrhundert. 
Nach dem römischen Geschichtsschreiber Ammianus Marcellinus besiegte der Caesar (Unterkaiser) Julian 357 in der Schlacht von Argentoratum eine Koalition alamannischer Heerführer, namentlich Ursicinus, Makrian, Hariobaud, Ur, Vadomar und Vestralp. Offenbar existierte kein allgemeines alamannisches Königtum, sodass sich größere Gruppen nur zu gemeinsamen Kriegszügen zusammenschlossen. Teile der Forschung nehmen an, dass Ursicinus und einige andere alamannische Heerführer nur Truppen zur Schlacht entsandten, aber nicht persönlich daran teilnahmen.
359 überschritt Julian mit Truppen den Rhein bei Mogontiacum (heute Mainz). Nachdem die Römer das Gebiet der Alamannen schwer verwüstet hatten, stimmten diese der Rückgabe aller Gefangenen zu; anschließend wurde ein Friedensvertrag geschlossen. Weitere Nachrichten über Ursicinus sind nicht überliefert.